# Valeriana tuberosa
Valeriana tuberosa es una especie perteneciente a la antigua familia Valerianaceae, ahora subfamilia Valerianoideae, nativa de la región del Mediterráneo.

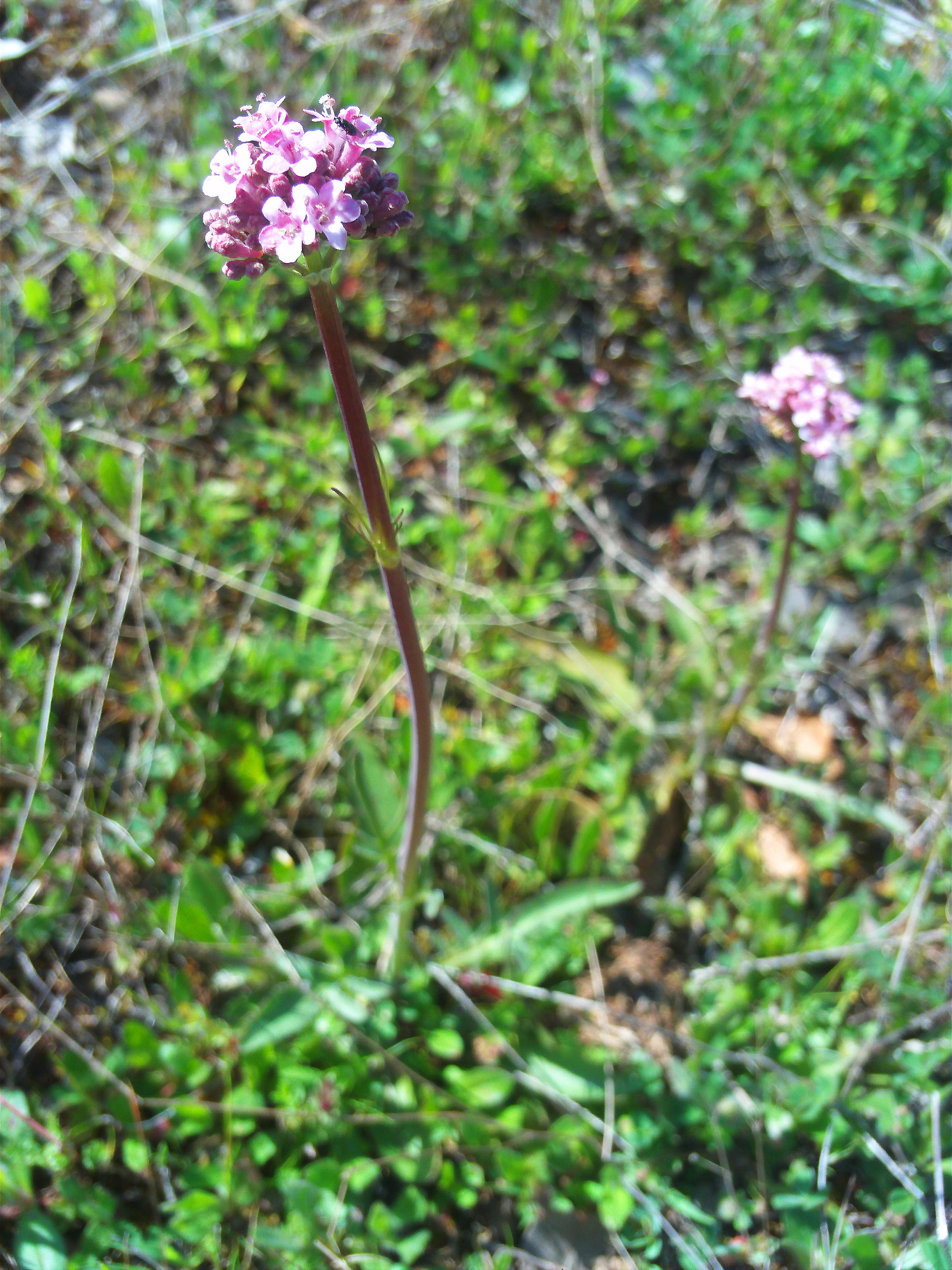
Vista de la planta en su hábitat

## Descripción
Es una planta vivaz de menos de 40 cm, con tubérculos subterráneos y un solo tallo florífero. Las hojas basales son enteras, ovado-oblongas de hasta 5 cm. Las hojas superiores son pinnadas con más de 5 lóbulos. Se diferencia de Valeriana apula Pourret por la presencia de tubérculos y tener un solo tallo florífero.

## Distribución y hábitat
Se encuentra en roquedos, cresteríos y claros de encinares, melojares, quejigales y coscojares, preferentemente en calizas; a una altitud de 300-2350 metros. La mayor parte de la región mediterránea, hasta el Cáucaso y el Suroeste de Asia. Esporádica en los sistemas montañosos de casi toda la península ibérica. 

## Taxonomía
Valeriana tuberosa fue descrita por Carlos Linneo y publicado en Species Plantarum 33, en el año 1753.
Citología
El número de cromosomas es de: 2n = 16.
Etimología
Valeriana: nombre genérico derivado del latín medieval ya sea en referencia a los nombres de Valerio (que era un nombre bastante común en Roma, Publio Valerio Publícola es el nombre de un cónsul en los primeros años de la República), o a la provincia de Valeria, una provincia del imperio romano,  o con la palabra valere, "para estar sano y fuerte" de su uso en la medicina popular para el tratamiento del nerviosismo y la histeria.
tuberosa: epíteto latino que significa "tuberosa".
Sinonimia
- Valeriana bulbosa Pall.
- Valeriana monorrhiza Dufr.
- Valeriana tuberosa raza lusitanica Samp.
- Valeriana tuberosa var. ateridoi Pau & M. Vidal[6]

## Nombre común
- Castellano: espiga de nardo adulterina, gatuna, hoja de la cortada, nardo cortado, nardo de monte, nardo-espiga, nardo montano, primer nardo de montaña, valeriana, valeriana menor.[6]